# Aimée De Smet
Aimée De Smet (1938) is een  Belgisch voormalige tv-omroepster en politica voor de CVP / CD&V.

## Levensloop
Ze doorliep haar secundair onderwijs aan het Regina Caelilyceum te Dilbeek. Vervolgens studeerde ze voor tolk aan het Instituut Marie Haps en volgde aan het Brusselse Conservatorium Nederlands toneel en Franse dictie.
Ze begon haar televisiecarrière als presentatrice van het religieuze halfuur van E.P. Joos. Van 1959 tot 1971 was zij tv-omroepster bij het toenmalige Nationaal Instituut voor de Radio-omroep, later BRT, samen met haar generatiegenoten Sonja Cantré, Paula Sémer, Niki Bovendaerde, Emmy Cassiman, Monique Delvaux, Nora Steyaert, Pim Lambeau en Terry Van Ginderen.
Vanaf 1961 tot 1963 presenteerde zij op BRT 1-radio het programma Charme van het Chanson met Jan Schoukens in realisatie van Johan Anthierens. Zij was ook gedurende 40 jaar stem en gezicht van de rechtstreekse uitzendingen van de Koningin Elisabethwedstrijd.
Aimée De Smet was de eerste die zich als bekende Vlaming aan de politiek waagde. Ze was 43 jaar ononderbroken actief in het bestuur van de gemeente Brasschaat, eerst sinds 1961 als gemeenteraadslid en vanaf 1977 tot 2004 als schepen.

## Discografie
- Diepwerkend antalgicum, vlekt niet - riekt niet[6]